# Vídeňský les

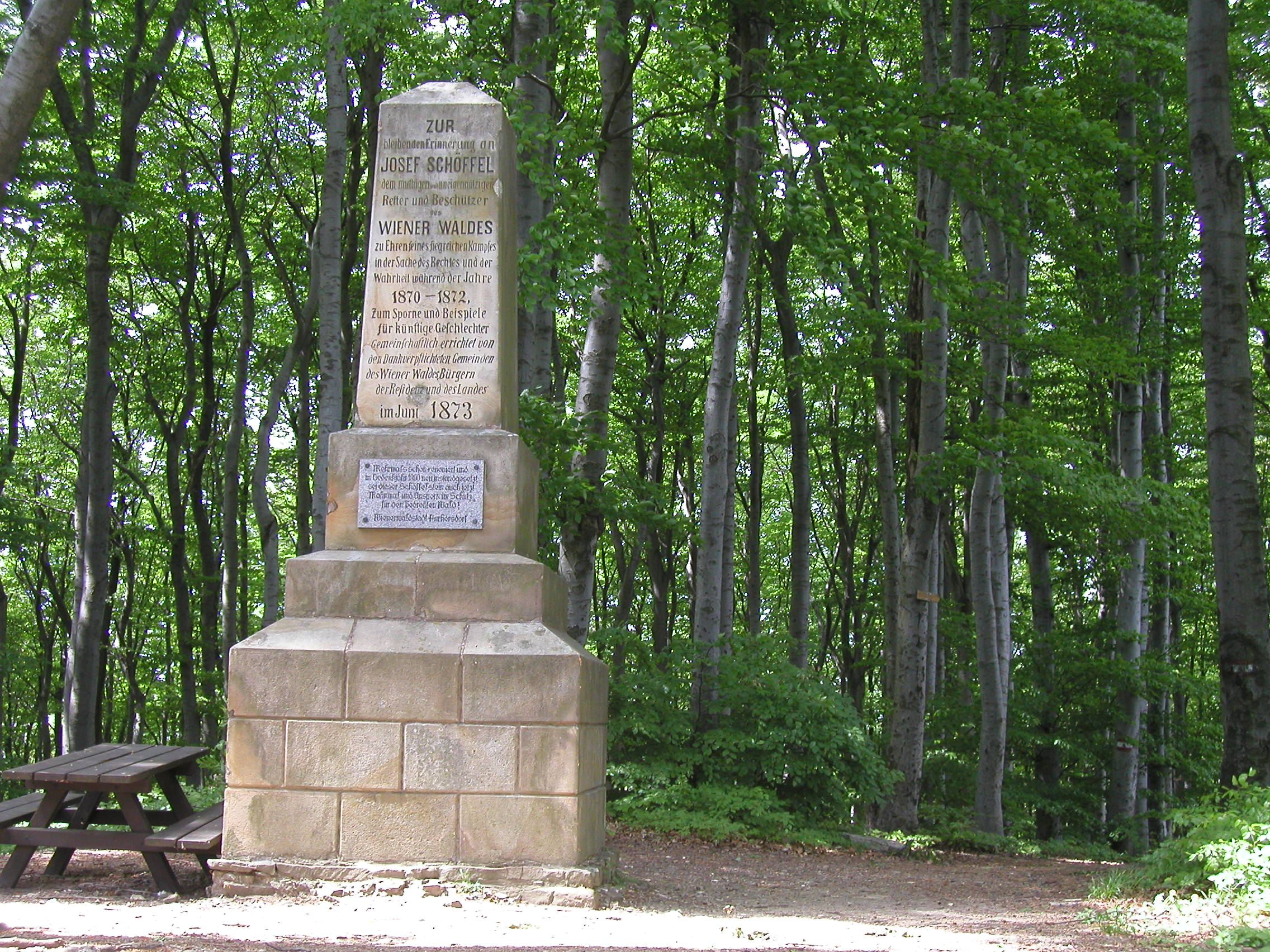
Památník Josef Schöffela

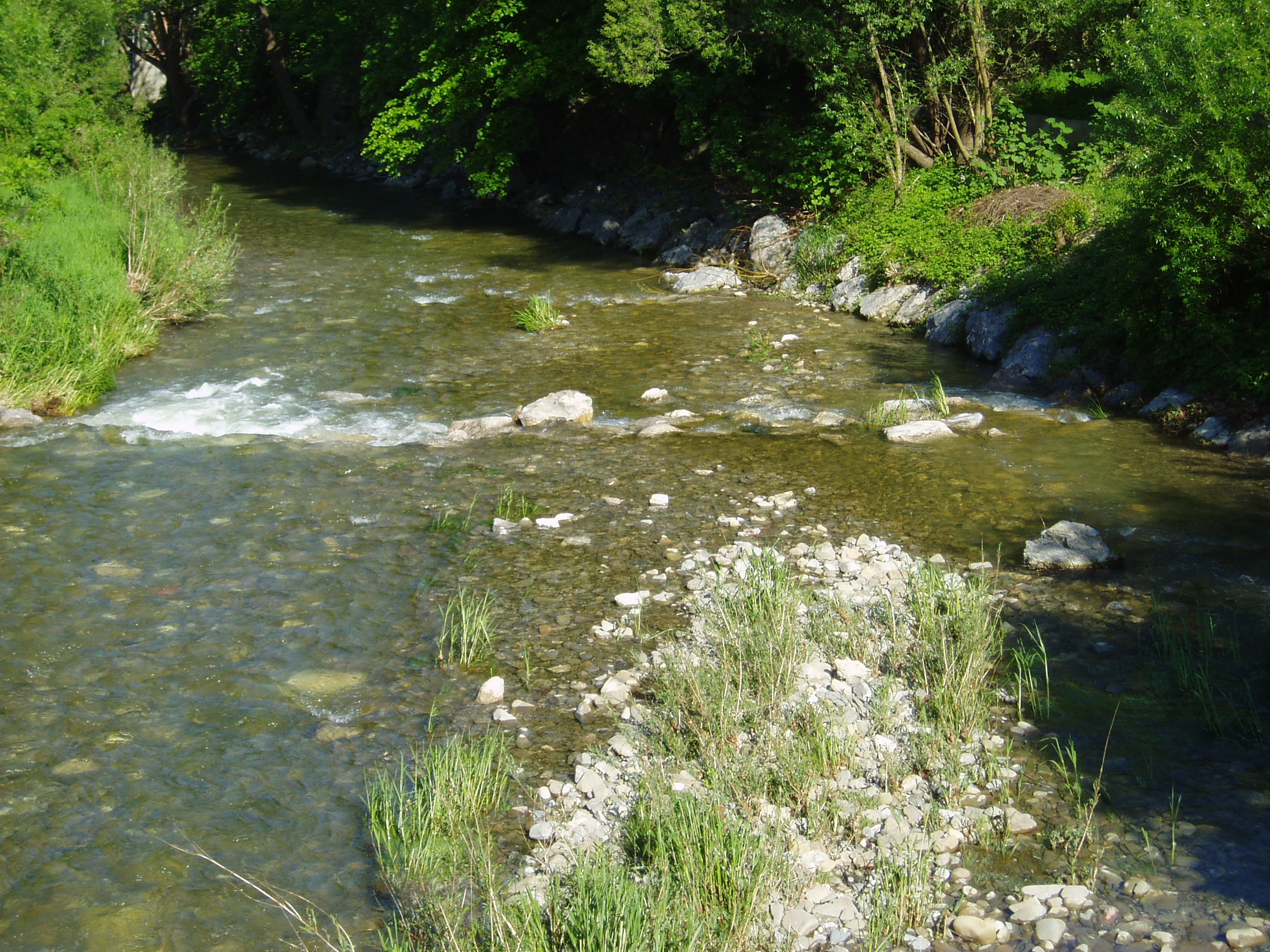
Řeka Schwechat

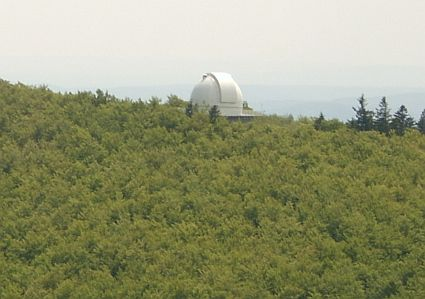
Figlova observatoř na vrcholu Schöpfl

Vídeňský les (německy Wienerwald) je první horský masiv na samotném východě alpského oblouku, ležící v bezprostřední blízkosti Vídně v Rakousku. Svým charakterem zaoblených zalesněných pahorků jako skutečné Alpy zdaleka nevypadá. Připomene spíše českou Šumavu nebo Beskydy. Celá oblast Vídeňského lesa slouží především Vídeňanům jako přirozené přírodní zákoutí a v rámci „skutečných“ Alp nemá výrazný význam.

## Historie
Vídeňský les byl pravděpodobně obydlen od 8. století. Pod vlivem Avarů se slovanské obyvatelstvo vyrovnalo s germánskou migrací, za kterou vděčí jména některých vesnic jako Döbling, Liesing nebo Gablitz. Vídeňský les byla knížecí honitba, ale začátkem 16. století získala oblast také význam v lesnictví. Od roku 1840 nastal v oblasti také průmyslový rozvoj. V roce 1870 byly předloženy plány pro vykácení většiny lesů, ale to způsobilo rozsáhlý odpor veřejnosti. Vedoucí postavou tohoto odporu byl Josef Schöffel (1832–1910). V roce 1987 primátor Vídně a hejtmani Dolního Rakouska a Burgenlandu podepsali Vídeňské prohlášení celé oblasti Vídeňského lesa za chráněný region.

## Poloha
Pohoří zaujímá plochu 1200 km². Město Vídeň tvoří východní hranici masivu. Od sousedních Türnitzských Alp na západě je odděluje údolí říčky Traisen, jižní hranici tvoří tok řeky Gölsen.

## Geologie
Geologicky je pohoří tvořeno především vápencem, který je na severu doplněn červenohnědým pískovcem a břidlicí. V pohoří také nalezneme přírodní jeskyně jako např. Dreidärrischenhöhle (jeskyně tří bláznů).

## Příroda
Lesy na severu sestávají z velké míry z buků, dubů a habrů, zatímco v jižním pásmu pohoří jsou to jehličnany, ve většině případů borovice a jedle. Pohoří má i své přírodní parky. A to Föhrenberge (tzn. Sosnové hory) a Sandstein Wienerwald, který leží blízko městečka Purkersdorf, asi 20 km západně od Vídně. Celé území Vídeňského lesa je chráněná oblast, především pak Lainzer Tiergarten (rozsáhlý park obydlený černou zvěří a dalšími lesními zvířaty) a Schwarzenbergpark, který byl vytvořený již během 19. století.

## Nejvyšší vrchol
Nejvyšším vrcholem je Schöpfl (893 m) vypínající se v jihozápadní části pohoří nad obcí St. Corona am Schöpfl. Na zcela zalesněný vrchol vede silnice z Mitterschöpflu k observatoři Leopolda Figla (pro veřejnost uzavřená). Na vrcholu je vyhlídková věž.